# Eonian
Eonian je deseti studijski album norveškog black metal-sastava Dimmu Borgir, a izdan je 2018.

## Popis pjesama

### Standardno izdanje
1. "The Unveiling" – 5:47
2. "Interdimensional Summit" – 4:39
3. "Ætheric" – 5:27
4. "Council of Wolves and Snakes" – 5:19
5. "The Empyrean Phoenix" – 4:44
6. "Lightbringer" – 6:06
7. "I Am Sovereign" – 6:48
8. "Archaic Correspondance" – 4:55
9. "Alpha Aeon Omega" – 5:18
10. "Rite of Passage" (Instrumentalna pjesma) – 5:16

### Demo
1. "Ætheric" – 5:27
2. "Council of Wolves and Snakes" – 5:19
3. "Lightbringer" – 6:11
4. "I Am Sovereign" – 6:58
5. "Archaic Correspondance" – 4:57

## Doprinosi
- Shagrath - vokal
- Galder - gitara
- Silenoz - gitara
- Gerlioz - sintisajzer i klavir
- Daray - bubnjevi